# 오토기: 백귀토벌회권
《오토기: 백귀토벌회권》는 프롬소프트웨어가 제작한 2003년 핵 앤드 슬래시 액션 게임이다. 2002년 발매된 《오토기》의 후속작으로, 전작처럼 엑스박스 플랫폼으로 개발돼 일본서 2003년 12월 25일 처음 출시됐다. 북미 및 유럽 지역에선 세가가 배급해 《오토기 2: 불멸의 전사들》이라는 제목으로 발매됐다.
전작 이후 세계를 위협하는 구미호를 토벌하고자는 음양사 세이메이에 의해 라이코우가 다시 부활해 활약하는 이야기를 다뤘다. 라이코우 이외에 4명의 장군들이 추가 플레이어 캐릭터들로 등장하는 것이 특징으로, 저마다 다른 능력치와 공격을 갖추고 있어 이를 스테이지마다 적절히 활용해야 한다.

## 출시
대한민국에선 YBM시사닷컴이 배급해 2004년 1월 31일 출시됐다.

## 반응
《오토기: 백귀토벌회권》는 리뷰 애그리게이터 웹사이트 메타크리틱에서 79/100점을 기록해 "대체적으로 긍정적인 평가"를 받았다.

## 참조

### 내용주
1. ↑  일본어: O・TO・GI 〜百鬼討伐絵巻〜
2. ↑  영어: Otogi 2: Immortal Warriors